# Andrian Nikolàiev
Andrian Nikolàiev   (Şurşăl, 5 de setembre de 1929 - Txeboksari, 3 de juliol de 2004) de nom complet amb patronímic Andrian Grigórievitx Nikolàiev (rus i txuvaix: Андрия́н Григо́рьевич Никола́ев), fou el tercer cosmonauta soviètic i el primer que no era ètnicament rus. Va ser el tripulant del Vostok 3 (1962) en un vol que va durar quatre dies i en què va ser el primer cosmonauta que va deslligar-se del seu seient (abans d'ell, Gagarin i Titov van volar sempre lligats) i va flotar en ingravidesa. El 1970, a bord de la Soiuz 9 (aquesta vegada volant en parella), va fer un segon vol de 18 dies. Tots dos vols van batre rècords de durada en el moment de la realització. Va casar-se amb la també astronauta Valentina Tereixkova.

## Biografia
Fill d'una família pagesa, Andrian Nikolàiev va estudiar a l'escola del seu poble natal i, seguidament, va diplomar-se a l'Escola Tècnica Forestal de Sĕntĕrvărri, el cap del seu districte rural a Txuvàixia (1947). Fins al 1950 va treballar en una explotació forestal a Carèlia. El 1950 va ser anomenat a l'exèrcit i el 1951 ingressà a l'Escola Militar d'Aviació de Frunze (actual Bixkek, al Kirguizstan). Després de la seva graduació, el 1954, va servir com a pilot de caça al Districte de Defensa Aèria de Moscou. El 1960 va entrar en la primera selecció de cosmonautes.
Després dels vols de Iuri Gagarin (12 d'abril de 1961) i Guérman Titov (6 d'agost de 1961), l'11 d'agost de 1962 va ser llançat el Vostok 3 amb Andrian Nikolàiev i l'endemà, el Vostok 4 amb Pàvel Popóvitx. Les dues naus van aproximar-se fins a aproximadament 6,5 km una de l'altra. Els cosmonautes a bord de les dues càpsules també es van comunicar per ràdio entre si, convertint-se en les primeres comunicacions entre naus a l'espai. Les dues naus van reentrar a l'atmosfera el 15 d'agost. El vol de Nikolàiev va durar 3 dies, 22 hores i 22 minuts, temps durant el qual va orbitar la Terra 64 vegades. De l'1 al 19 de juny de 1970 va realitzar el segon vol com a comandant de la nau Soiuz 9, juntament amb Vitali Sevastiànov. La missió va marcar una fita en la investigació dels efectes de la ingravidesa de la tripulació a llarg termini.
Després del seu primer vol, va estudiar a l'Acadèmia de les Forces Aèries Jukovski, on es va graduar en enginyeria aeronàutica el 1968. El 3 de novembre de 1963 es va casar amb Valentina Tereixkova, la primera dona cosmonauta, amb qui va tenir una filla, Ielena, el 8 de juny de 1964. De 1963 a 1968 va ser comandant del destacament de cosmonautes. Entre 1968 i 1974 va ser adjunt i de 1974 al 1992, primer cap adjunt del Centre de Formació de Cosmonautes Gagarin. El 1992 va passar a la reserva. En paral·lel, del 1963 al 1993 va ser elegit diputat del Soviet Suprem de la República Socialista Federativa Soviètica de Rússia.
Vivint a Moscou des de feia molts anys, va morir a Txeboksari d'un atac de cor en una de les seves nombroses visites a Txuvàxia.

## Honors
Nikolàiev va ser dues vegades nomenat Heroi de la Unió Soviètica (1962 i 1970), la màxima condecoració concedida per l'URSS. També va ser condecorat amb l'Ordre de Lenin (1962), l'Orde de la Bandera Roja del Treball (1976), l'Orde de l'Estrella Roja (1961), Premi Estatal de l'URSS (1981) i diverses altres medalles i condecoracions soviètiques estrangeres.
A Txuvàixia, la seva figura és especialment recordada en carrers, parcs, escoles, biblioteques i monuments. L'aeroport de Txeboksari porta el seu nom, així com l'estat central de Śĕnĕ Şupaşkar. Al seu poble natal, no lluny de Txeboksari, hi ha un museu de l'astronàutica.

## Galeria d'imatges

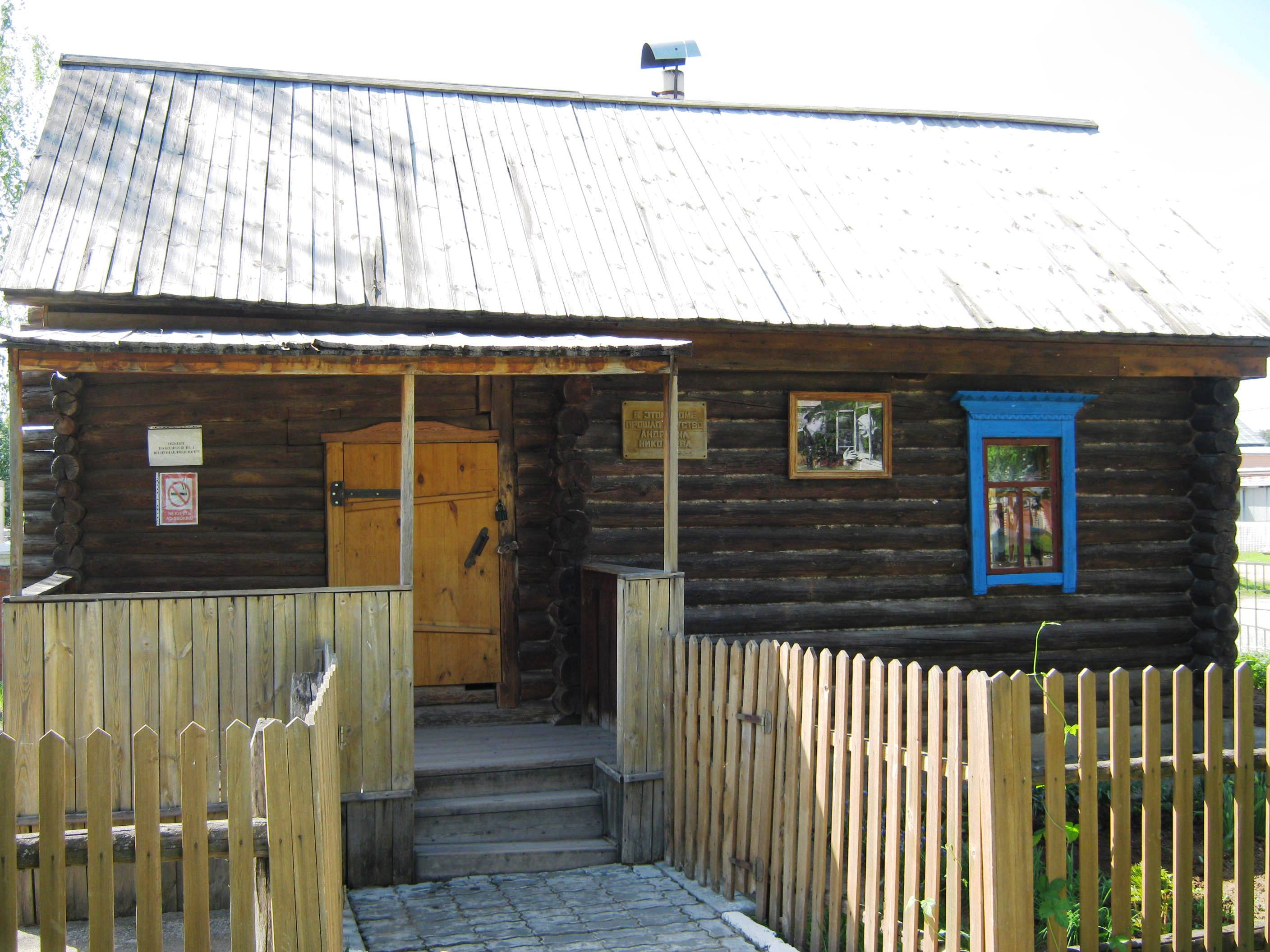
Casa de la infància d'Andrian Nikolàiev
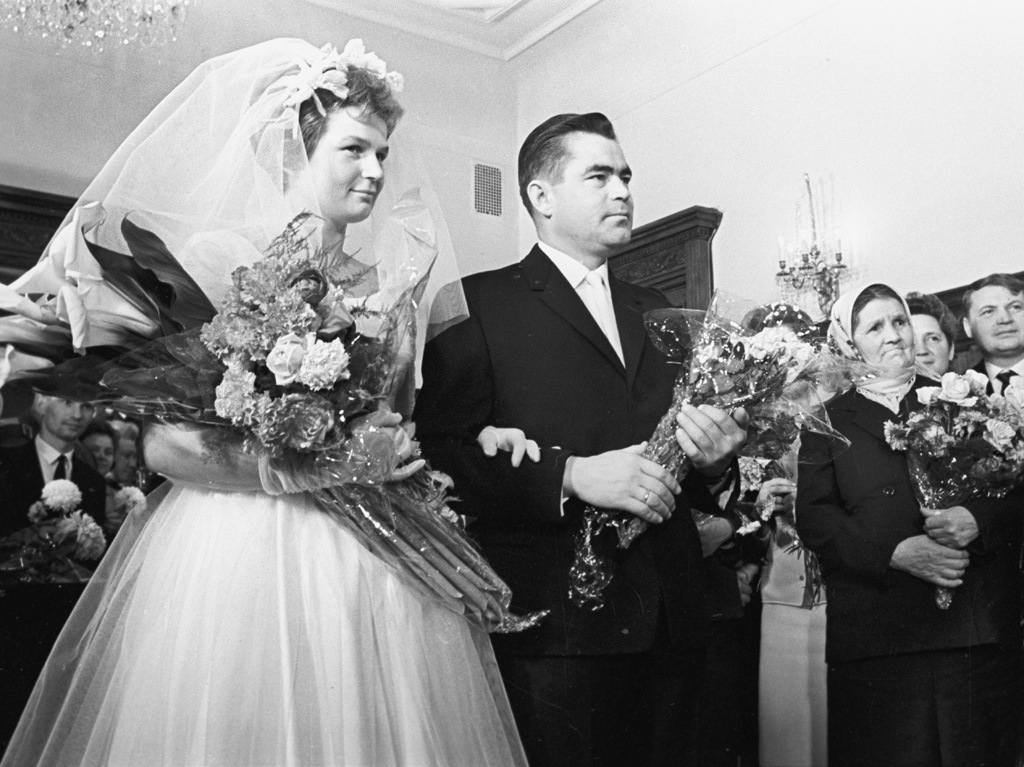
Casament d'Andrian Nikolàiev i Valentina Tereixkova
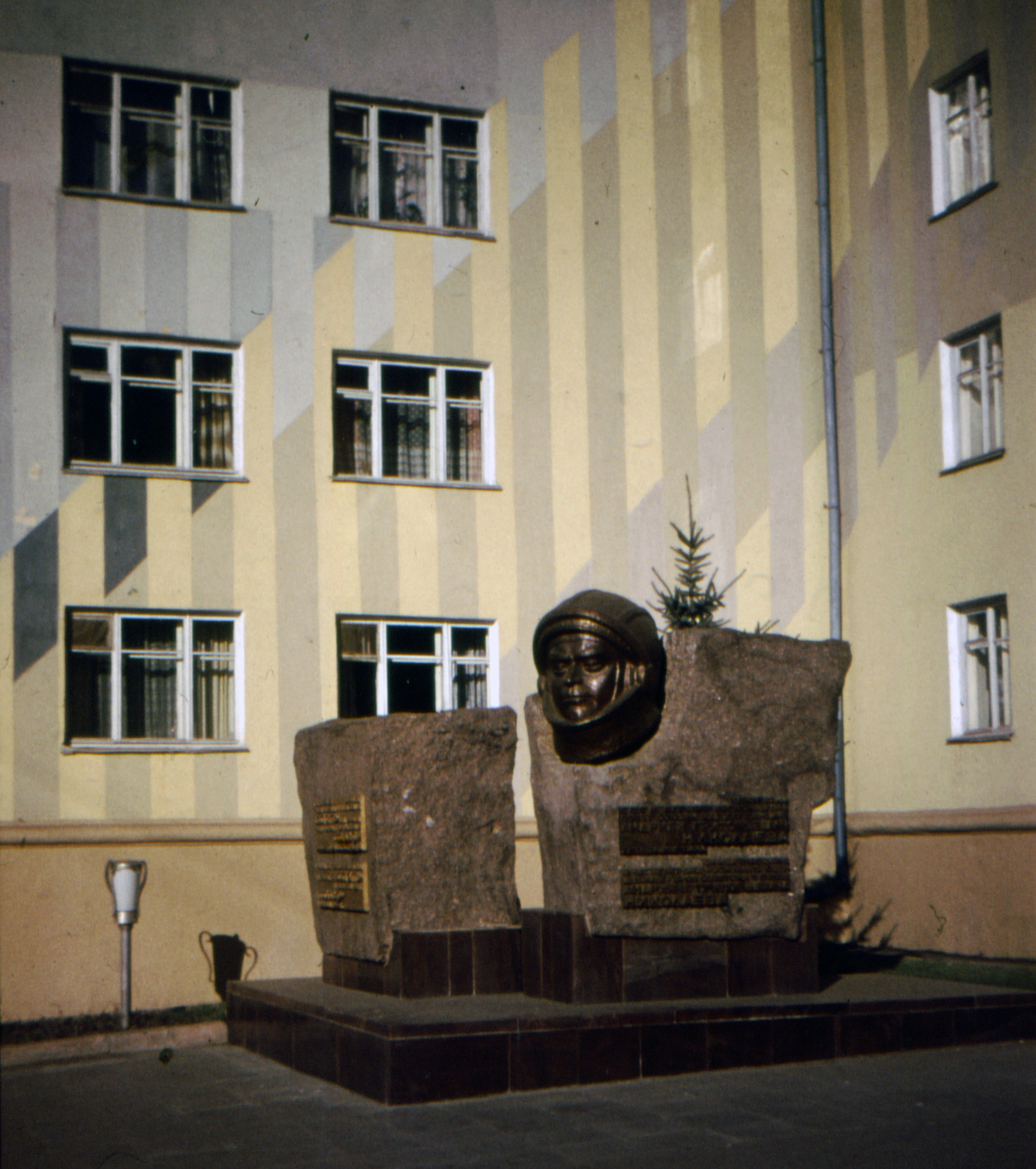
Monument a Andrian Nikolàiev a Txeboksari